# Normandiska ätten

Den Normandiska ättens vapensköld.

Den Normandiska ätten grundades av vikingen Rollo som ett flertal gånger plundrade Paris och fick det blivande hertigdömet Normandie i utbyte mot att han skulle sluta med det. Hans ättlingar styrde hertigdömet Normandie och från Vilhelm Erövrarens tid även kungariket England.
De normandiska hertigarna var:
- Rollo 911–927
- Vilhelm I, 927–942
- Rikard I, 942–996
- Rikard II, 996–1027
- Rikard III, 1027
- Robert I, 1027–1035
- Vilhelm II, 1035–1087 (Blev även kung av England)
- Robert II, 1087–1106
- Vilhelm III, 1120

De engelska kungarna av den Normandiska ätten var:
- Vilhelm I, 1066–1087 (samma person som Vilhelm II hertig av Normandie)
- Vilhelm II, 1087–1100 (inte hertig av Normandie)
- Henrik I, 1100–1135
- Matilda av England, 1135–1153